# پسیکتریا روفیپیلیس
پسیکتریا روفیپیلیس (نام علمی: Psychotria rufipilis) نام یک گونه از تیره روناسیان است.